# Sophia Di Martino
Sophia Di Martino (Nottingham, Inglaterra, 15 de noviembre de 1983) es una actriz británica de ascendencia italiana, reconocida por su participación en series de televisión como Casualty, Into the Badlands, Silent Witness y Loki.

## Biografía
Di Martino nació en Nottingham. Obtuvo un nivel A en artes escénicas antes de asistir a la Universidad de Salford y firmar con un agente. Se graduó con una licenciatura con honores en medios y actuación. 

### Carrera
Di Martino empezó a trabajar en medios como la televisión, el cine, el teatro y la música a inicios de la década de 2000, con pequeñas participaciones en los seriados Holby City, Doctors y New Street Law. En 2009 logró reconocimiento en su país al interpretar el papel de Polly Emmerson en el drama médico Casualty.
En 2014 interpretó a Emma Parkwood en el seriado 4 O'Clock Club y dos años después realizó uno de los papeles protagónicos en la serie Flowers. Tras registrar papeles en producciones como Into the Badlands y Silent Witness, apareció en el telefilme Click and Collect, protagonizado por Asim Chaudhry y Stephen Merchant y en el especial de la víspera de Navidad de 2018 de BBC One.
En noviembre de 2019 fue elegida para realizar uno de los papeles protagónicos de la serie Loki de Disney+, estrenada en 2021. En el seriado interpreta a Sylvie, una antihéroe que busca venganza y destrucción de la AVT (Autoridad de Variación Temporal), por haberla arrebatado de su realidad cuando era tan solo una niña.
Gracias al papel de Sylvie (Loki), Sophia se convirtió en la actriz más popular de IMDb.

### Vida personal
Tiene una relación con el actor y escritor Will Sharpe, con quien tiene dos hijos (nacidos en 2019 y 2021). Actualmente vive en Londres.

## Filmografía

### Cine
| Año  | Título                            | Papel           | Notas                                             |
| ---- | --------------------------------- | --------------- | ------------------------------------------------- |
| 2006 | Free Range                        | Charlotte       | Cortometraje                                      |
| 2009 | Blue                              | Saskia Burton   | Cortometraje                                      |
| 2011 | Black Pond                        | Rachel          | También como productora                           |
| 2013 | Dvision                           | Lily            | Cortometraje                                      |
| 2015 | A Royal Night Out                 | Phoebe          |                                                   |
| 2015 | Draw on Sweet Night               | Lady Mary Darcy |                                                   |
| 2016 | The Darkest Universe              | Eva             |                                                   |
| 2016 | The Lock-In                       | Jodie           | Cortometraje                                      |
| 2017 | Canned                            | Sam             | Cortometraje                                      |
| 2017 | The Photographer                  | Sophie          | Cortometraje                                      |
| 2017 | Smear                             | Chloe           | Cortometraje                                      |
| 2017 | Baby Gravy                        | Brona           | Cortometraje                                      |
| 2019 | The Lost Films of Bloody Nora     | Nora            | Cortometraje - También como directora y escritora |
| 2019 | Yesterday                         | Carol           |                                                   |
| 2019 | End-O                             | Jaq             | Cortometraje                                      |
| 2020 | Since Yesterday                   |                 | Cortometraje - Voz                                |
| 2021 | Sweetheart                        | Lucy            |                                                   |
| 2021 | The Electrical Life of Louis Wain | Judith          |                                                   |
| 2024 | The Radleys                       | Lorna Felt      | Posproducción                                     |
| 2024 | Witches                           |                 | Documental                                        |

### Televisión
| Año       | Título                        | Papel                          | Notas                  |
| --------- | ----------------------------- | ------------------------------ | ---------------------- |
| 2004      | Holby City                    | Gemma Walker                   | 1 episodio             |
| 2005      | Doctors                       | Natalie James                  | 1 episodio             |
| 2006      | New Street Law                | Ella                           | 1 episodio             |
| 2006      | Strictly Confidential         | Roanna                         | 1 episodio             |
| 2007–2009 | Ideal                         | Helena                         | 2 episodios            |
| 2007      | Heartbeat                     | Wendy                          | 1 episodios            |
| 2007      | The Marchioness Disaster      | Erika Spotswood                | Película de televisión |
| 2008      | The Royal Today               | Gemma Pennant                  | 46 episodios           |
| 2008      | Spooks: Code 9                | Harpie Girlfriend              | 1 episodio             |
| 2008      | Survivors                     | Simone                         | 1 episodio             |
| 2009      | Boy Meets Girl                | Fashion Student                | 1 episodio             |
| 2009–2011 | Casualty                      | Polly Emmerson / Shauna Milsom | 83 episodios           |
| 2010      | The Road to Coronation Street | Josie Scott                    | Película de televisión |
| 2012      | Eternal Law                   | Lucy Orchard                   | 1 episodio             |
| 2013      | Great Night Out               | Mabel                          | 1 episodio             |
| 2013      | Southcliffe                   | Micki                          | 1 episodio             |
| 2013      | Mount Pleasant                | Amber                          | 8 episodios            |
| 2014      | Friday Night Dinner           | Emma                           | 1 episodio             |
| 2014      | 4 O'Clock Club                | Miss Emma Parkwood             | 10 episodios           |
| 2015      | Hetty Feather                 | Hannah Prestwick               | 1 episodio             |
| 2015      | The Job Lot                   | Jodie                          | 1 episodio             |
| 2015      | Sky Comedy Christmas Shorts   | Mum                            | 1 episodio             |
| 2016      | Midsomer Murders              | Amber Layard                   | 1 episodio             |
| 2016–2018 | Flowers                       | Amy Flowers                    | 12 episodios           |
| 2017      | Hidden America with Jonah Ray | Emma                           | 1 episodio             |
| 2017      | Crackanory                    | Lil                            | 1 episodio             |
| 2017      | Election Spy                  | Becs                           | 9 episodios            |
| 2017      | The Jonah Man                 | Claire                         | Película de televisión |
| 2018      | Into the Badlands             | Lily                           | 2 episodios            |
| 2018      | Click & Collect               | Claire                         | Película de televisión |
| 2018      | Girls Code                    | Wendy                          | Película de televisión |
| 2020      | Silent Witness                | DCI Claire Ashby               | 2 episodios            |
| 2020      | Hitmen                        | Annie Maddox                   | 1 episodio             |
| 2021-2023 | Loki                          | Sylvie                         | 12 episodios           |
| 2022-2024 | Peacock                       | Blue                           | 7 episodios            |

### Directora y escritora
| Año  | Título original               | Papel                 | Notas         |
| ---- | ----------------------------- | --------------------- | ------------- |
| 2019 | The Lost Films of Bloody Nora | Directora y escritora | Cortometraje  |
| 2019 | Halfbreed (Comedy Blaps)      | Directora             | Sitcom online |
| 2020 | Scrubber                      | Directora y escritora | Cortometraje  |

## Premios y nominaciones
| Año  | Trabajo                       | Premio                                          | Categoría                                                                      | Resultado | Ref.                 |
| ---- | ----------------------------- | ----------------------------------------------- | ------------------------------------------------------------------------------ | --------- | -------------------- |
| 2019 | The Lost Films of Bloody Nora | Berlin Independent Film Festival                | Best UK Short Film                                                             | Ganadora  |                      |
| 2020 | End-O                         | TIE Festival Film - British Short Film Festival | Mejor actuación                                                                | Ganadora  | [ 20 ]               |
| 2022 | Loki                          | Critics' Choice Super Awards                    | Mejor actriz en una serie de superhéroes                                       | Nominada  |                      |
| 2022 | Loki                          | MTV Movie & TV Awards                           | Best Breakthrough Performance                                                  | Ganadora  |                      |
| 2022 | Loki                          | MTV Movie & TV Awards                           | Mejor equipo (junto a Tom Hiddleston y Owen Wilson)                            | Ganadora  |                      |
| 2022 | Loki                          | Hollywood Critics Association TV Awards         | Mejor actriz de reparto en una serie en streaming, drama                       | Nominada  |                      |
| 2023 | Loki                          | Critics' Choice Television Awards               | Mejor actriz de reparto en una serie dramática                                 | Nominada  | [ 21 ] [ 22 ]        |
| 2024 | Loki                          | Critics' Choice Super Awards                    | Mejor actriz en una serie de superhéroes, miniserie o película para televisión | Nominada  | [ 23 ] [ 24 ] [ 25 ] |